# Imperial Beach (Kalifornia)
Imperial Beach város az USA Kalifornia államában, San Diego megyében. Lakosainak száma 26 137 fő (2020. április 1.).

## Népesség
A település népességének változása:

| 2010 | 26 324 |
| 2020 | 26 137 |